# 플래닛 네트워크
플래닛 네트워크는 2020년 2월 13일에 등록되고 2021년 9월 27일부터 본격적인 사업을 시작한 IT 기업이다.